# Šanovice
Šanovice jsou vesnice, část města Sedlec-Prčice v okrese Příbram ve Středočeském kraji. Nachází se asi 1,5 kilometru jihovýchodně od Sedlce. Je zde evidováno 17 adres. V roce 2011 zde trvale žilo 25 obyvatel.
Šanovice jsou také název katastrálního území o rozloze 1,59 km².

## Historie
První písemná zmínka o vesnici pochází z roku 1394.

## Obyvatelstvo
| Rok            | 1869 | 1880 | 1890 | 1900 | 1910 | 1921 | 1930 | 1950 | 1961 | 1970 | 1980 | 1991 | 2001 | 2011 | 2021 |
| -------------- | ---- | ---- | ---- | ---- | ---- | ---- | ---- | ---- | ---- | ---- | ---- | ---- | ---- | ---- | ---- |
| Počet obyvatel | 122  | 116  | 102  | 108  | 107  | 118  | 99   | 74   | 80   | 68   | 56   | 34   | 32   | 25   | 26   |
| Počet domů     | 15   | 15   | 15   | 16   | 17   | 15   | 17   | 17   | 17   | 16   | 15   | 15   | 15   | 15   | 16   |

## Obecní správa
Při sčítání lidu v letech 1850–1960 Šanovice byly samostatnou obcí, se kterým patřily nejprve do okresu Sedlčany, ale od roku 1960 v okrese Benešov. Od 12. června 1960 do 31. prosince 1979 byly částí obce Jetřichovice v okrese Benešov. Od 1. ledna 1980 jsou částí města Sedlec-Prčice v okrese Benešov. Od 1. ledna 2007 vesnice přešla spolu s městem Sedlec-Prčice z okresu Benešov do okresu Příbram.

## Pamětihodnosti
- Návesní kaple
- Vedle návesní kaple je zdobný kříž na vysokém kamenném podstavci. Na kříži je uvedena datace 1869. Nápis na štítku je zpola čitelný.
- U odbočky do Šanovic z komunikace Jetřichovice – Vrchotice se nachází drobný kříž na kamenném podstavci. Nad motivem klečícího anděla je na štítku uvedený tento nápis: ČEST A SLÁVA TOBĚ KRISTE. Na podstavci je upevněna deska s tímto nápisem: NA PAMÁTKU ASIATICKÉ VRHAVÉ ČERNÉ ÚPLAVICE, KTERÁ PANOVALA OD ROKU 1830 AŽ DO ROKU 1831. TĚCHTO DĚDIN HOSPODINE RAČ CHRÁNIT ZAČ PROSÍME MILOSTIVĚ, NÁS OD ZLÉHO BRÁNIT.
- Na vyhlídce u šanovické silnice směrem na Sedlec – Prčiči se nalézá další kříž. Kamenný podstavec kříže je reliéfně zdoben motivem kalicha s hostií. V dolní části podstavce je v motivu srdce uvedena datace 1864. Pod tímto motivem jsou v kruhu uvedené iniciály. Na kulatém štítku kříže je uvedený tento nápis: Pochválen Buď Pán Ježíš Kristus.

## Galerie

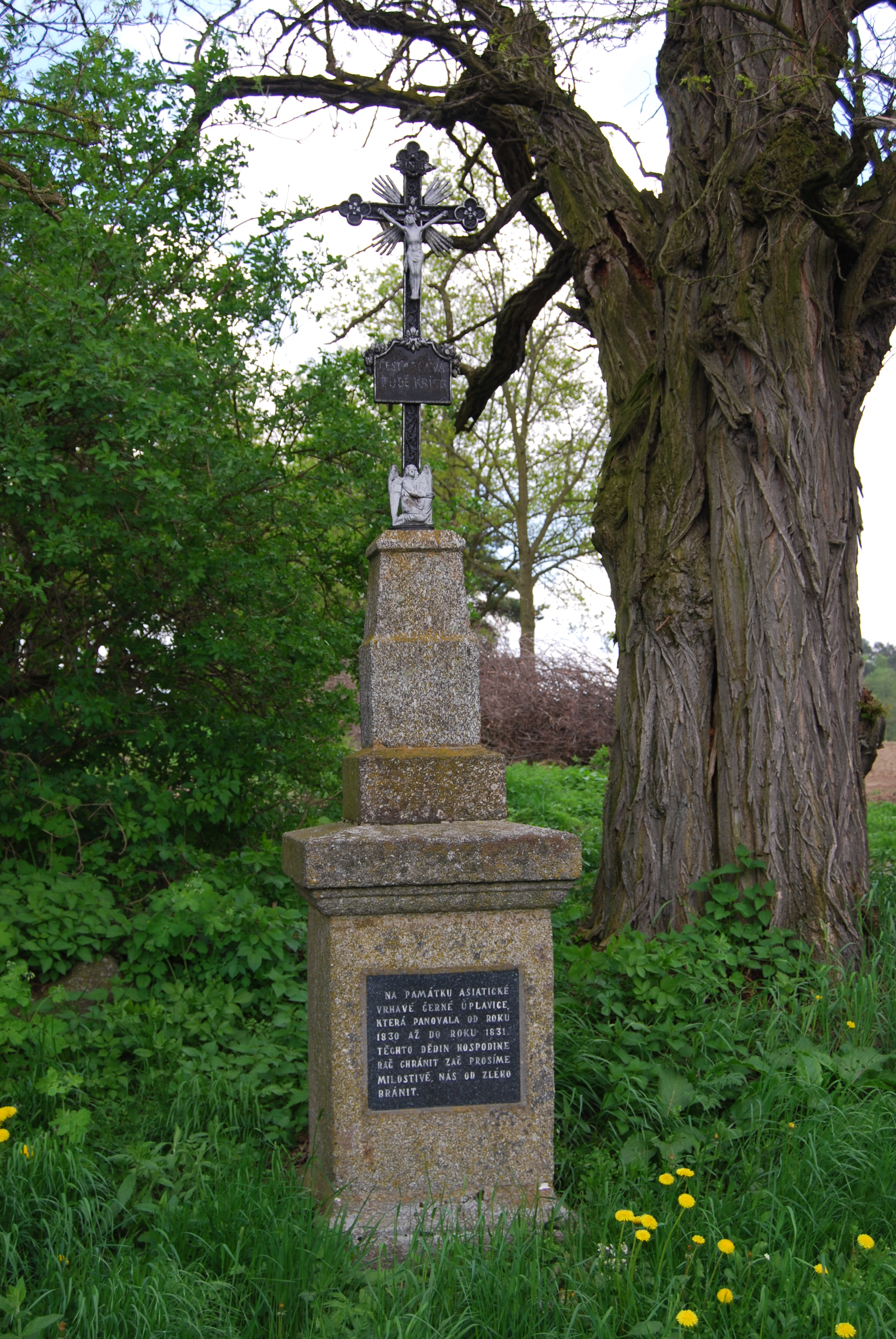
Kříž u odbočky do Šanovic
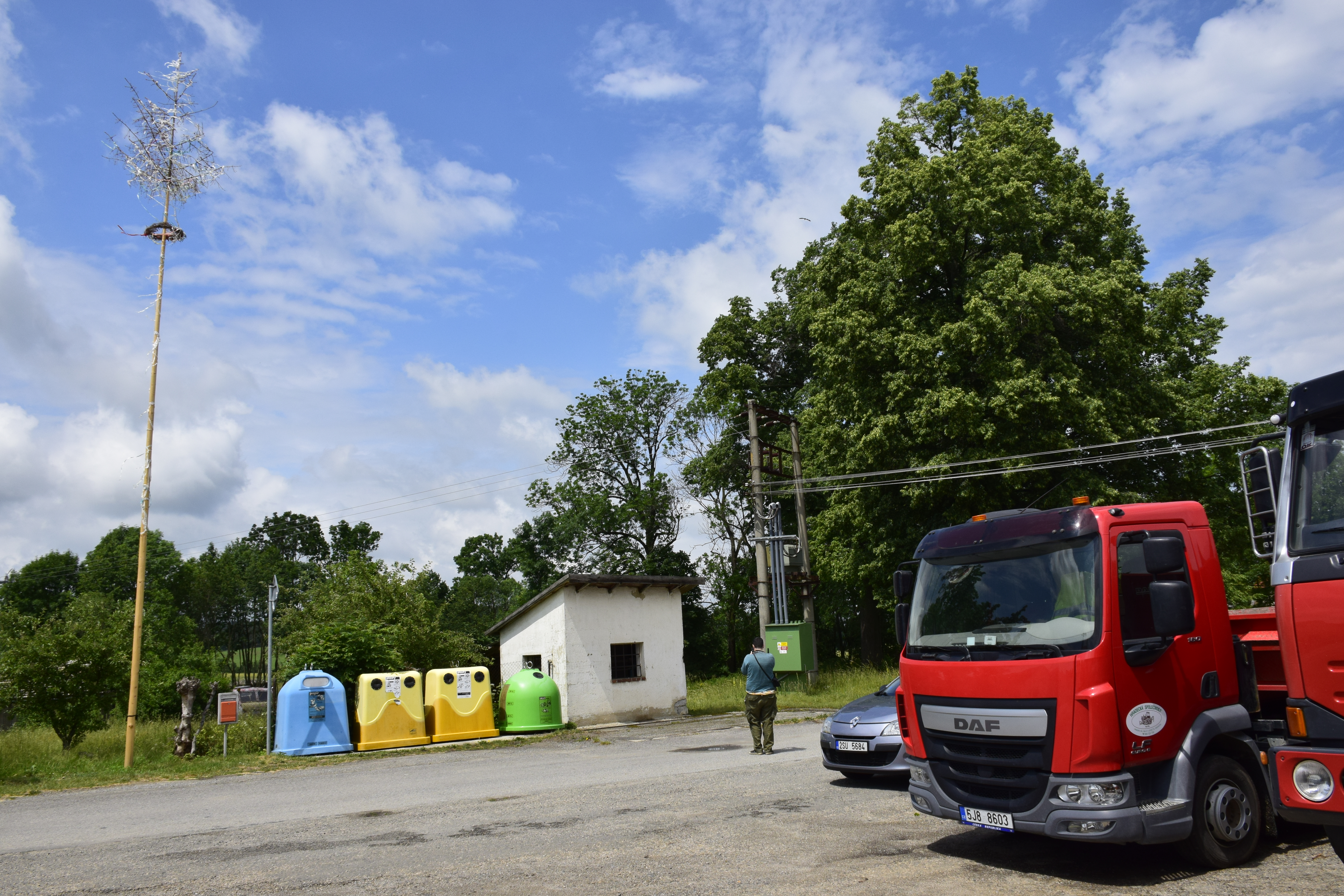
Náves
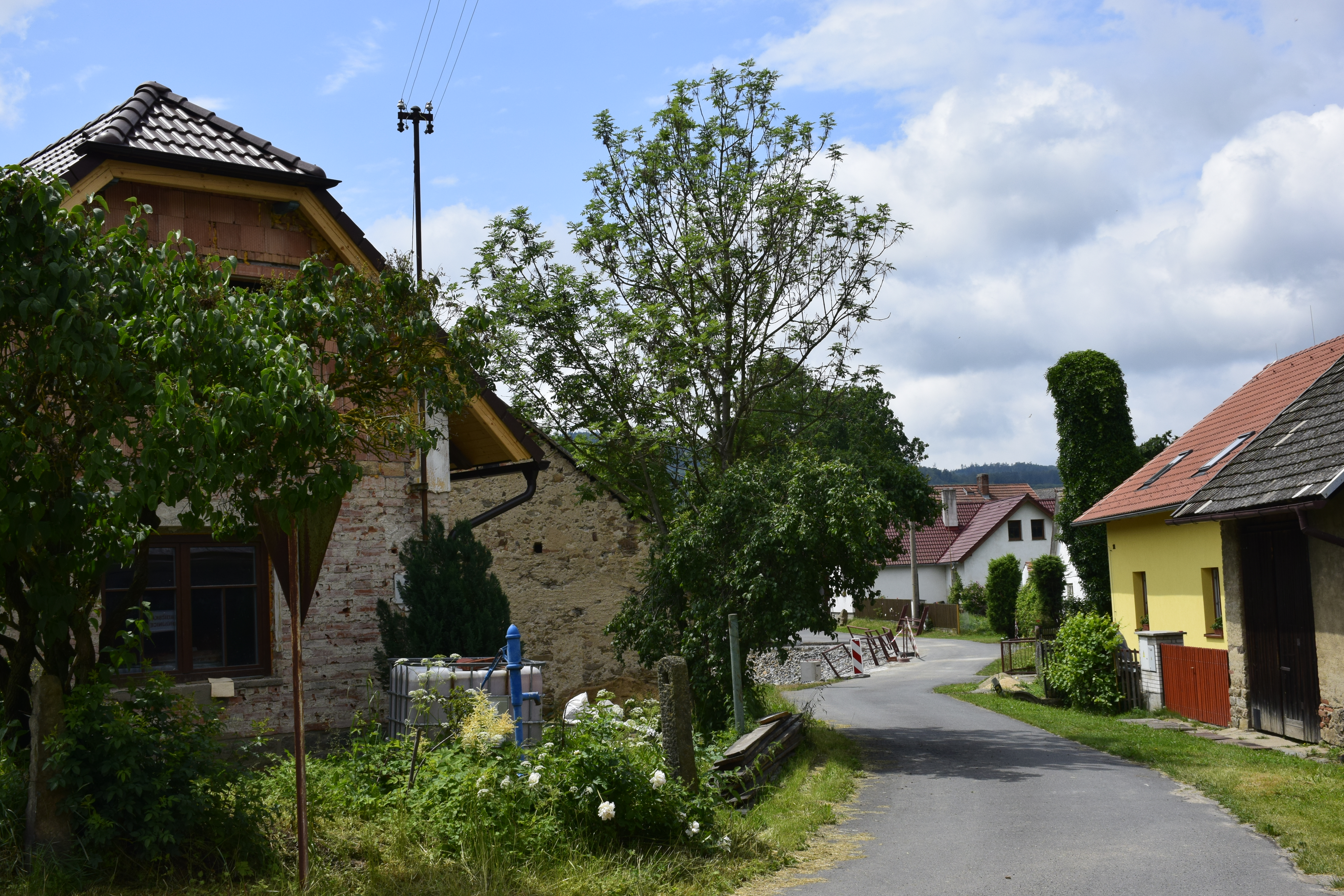
Cesta
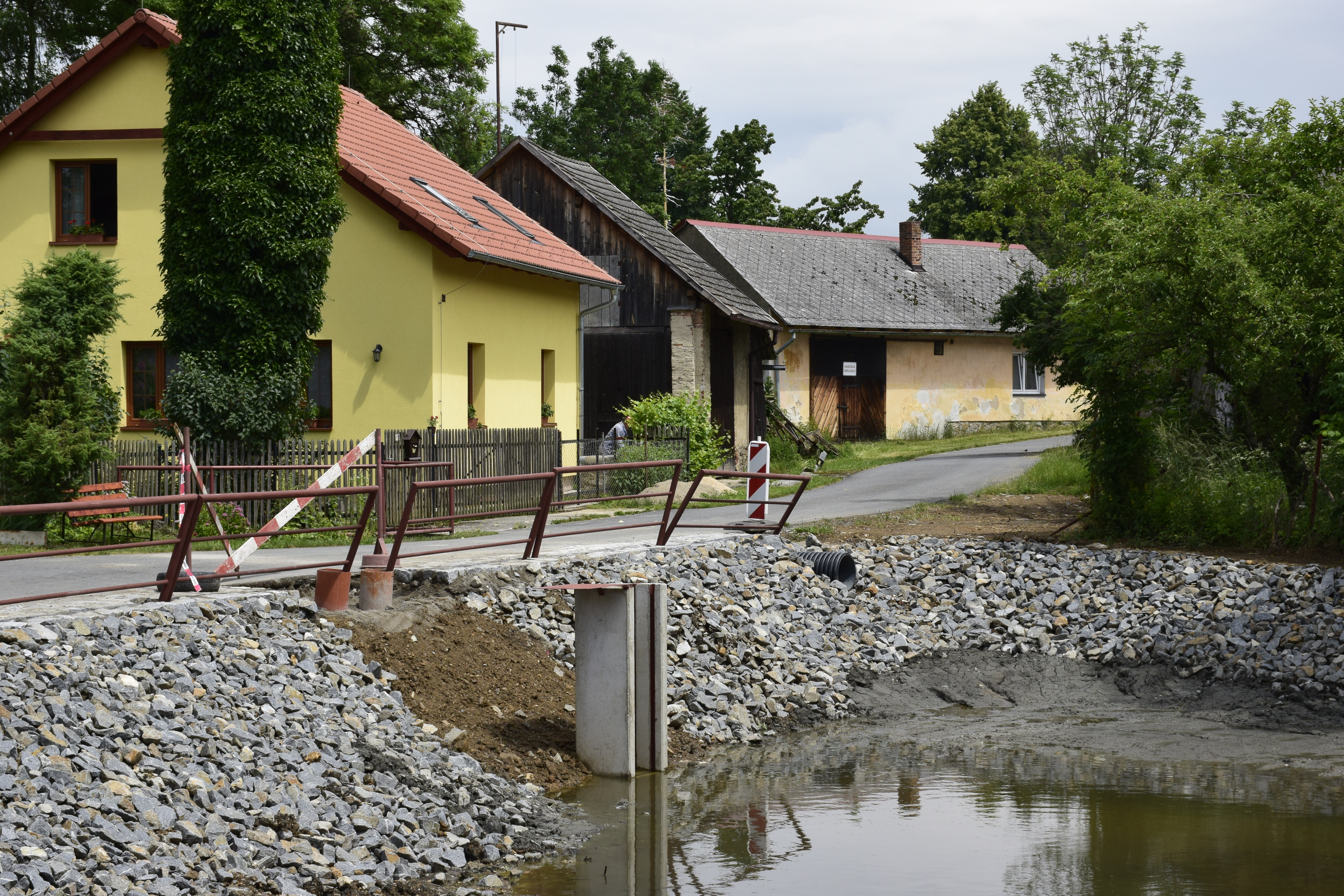
Domy u rybníka (2019)
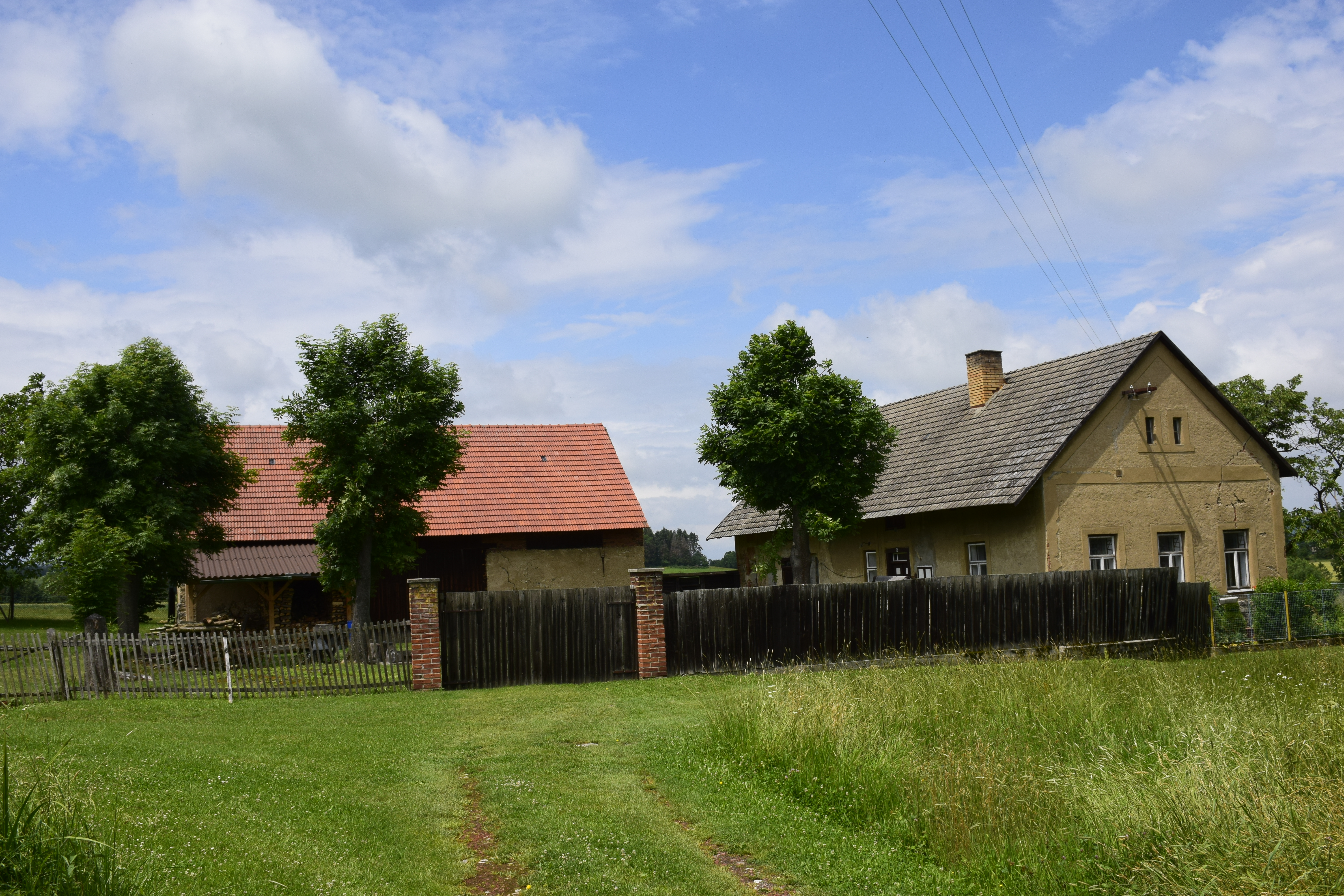
Hospodářský dům